# Westers Mekaniska
Westers Mekaniska är ett familjeägt småbåtsvarv i Uddevalla kommun. Det tillverkar mindre fartyg i aluminium, framför allt arbetsbåtar och mindre passagerarfartyg. Tidigare byggdes också något större passagerarbåtar, varav den 1991 tillverkade, 31 meter långa Symfoni var den största.
Verkstaden grundades 1967 av Hasse Wester i den tidigare Westkustens olje- och guanofabrik i Oxevik på Bokenäset. 
Den första båten, en arbetsbåt, byggdes 1975. Varvet flyttade 1985 till nybyggda lokaler i Jordfall vid Gullmarsfjorden. Det ligger numera i Hultås, nära Oxevik.

## Tillverkade fartyg i urval
- 1984  M/S Hättan, nr 46, passagerarfartyg
- 1985   Gåsefjärden, nr 50, byggd som Gullmarsfjord för Kusttransport Johansson & Lander AB i Fiskebäckskil, passagerarfartyg för 114 passagerare[1]
- 1988 Minerva, nr 56, byggd som Sandhamns Express för Sandhamns Båttaxi AB, passagerarbåt för 98 passagerare[2]
- 1989 Laponia, nr 57, byggd som Mysing för Utö Sjötaxi, passagerarbåt 140 passagerare[3]
- 1990 Carl Wilhelmson, nr 58, för Munkedal Trading AB[4]
- 1991 Symfoni, nr 61, för Sten Engström Sjöservice AB i Norra Stavsudda[5]
- 1996 Pilot 740 SE, byggdes som lotsbåt för Sjöfartsverket
- 1997 Pilot 742 SE, byggdes som lotsbåt för Sjöfartsverket
- 2000 Holmen och Bryggen, hamnfärjor ("Havnebusar") i Köpenhamn
- 2004 Ara, inspektionsbåt för Århus hamn
- 2005 Spirit of Docklands, nr 84, för Dublin Docklands Development Authority i Dublin, Irland, passagerarfartyg för 52 passagerare[6]
- 2005 Windros , nr 85, för Dejlig Cruise AB, Fiskebäckskil, passagerarfartyg för 78 passagerare[7]
- 2009 Mentor, nr 90, för Sandhamns Båttaxi AB, Harö, båttaxi för tolv passagerare
- 2012 Nr 93, läkarbåt för Djurö vårdcentral i Värmdö kommun
- 2013 Nr 94, taxibåt, byggd för Ulf Nilsson på Kallsö i Sankt Anna skärgård

## Bildgalleri

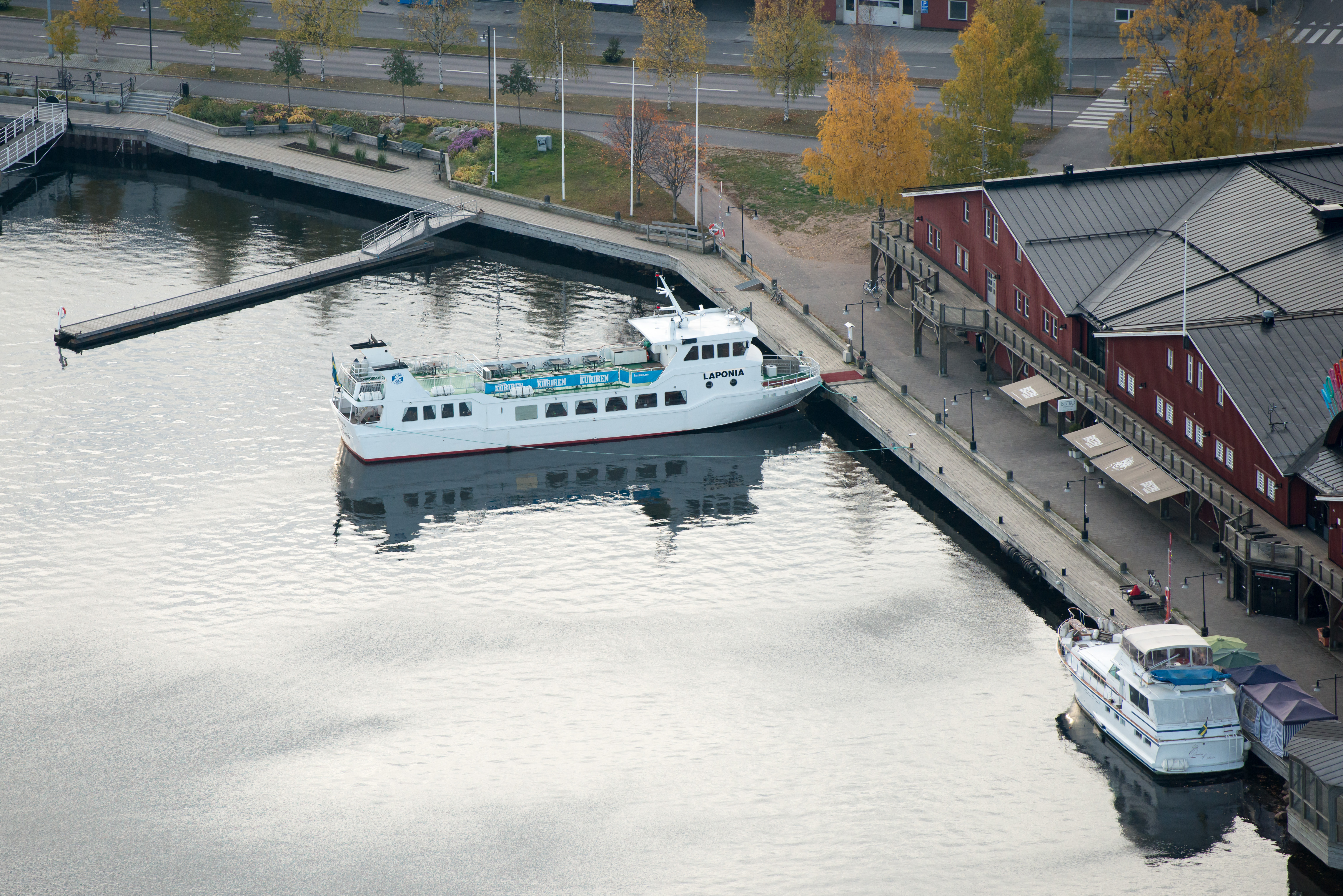
Laponia i Norra hamnen i Luleå, utanför Norrbottensteatern
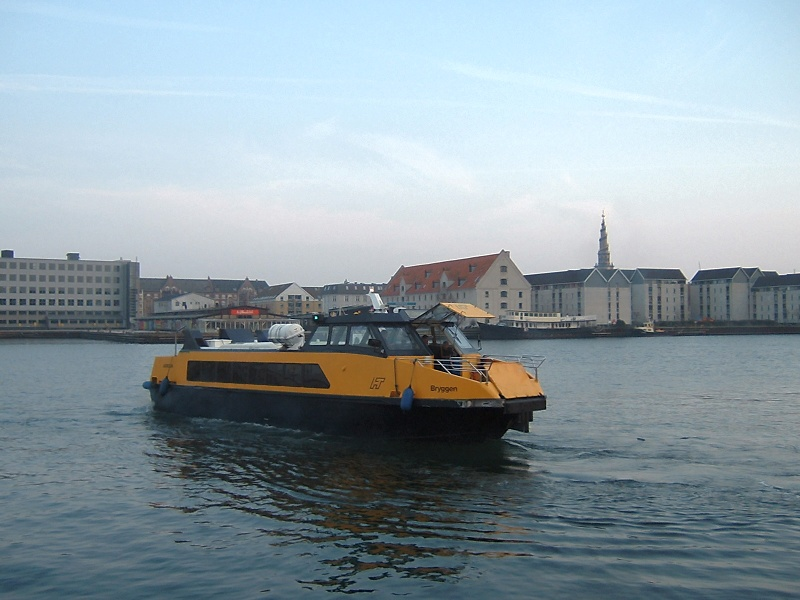
Bryggen i Köpenhamn, 2005
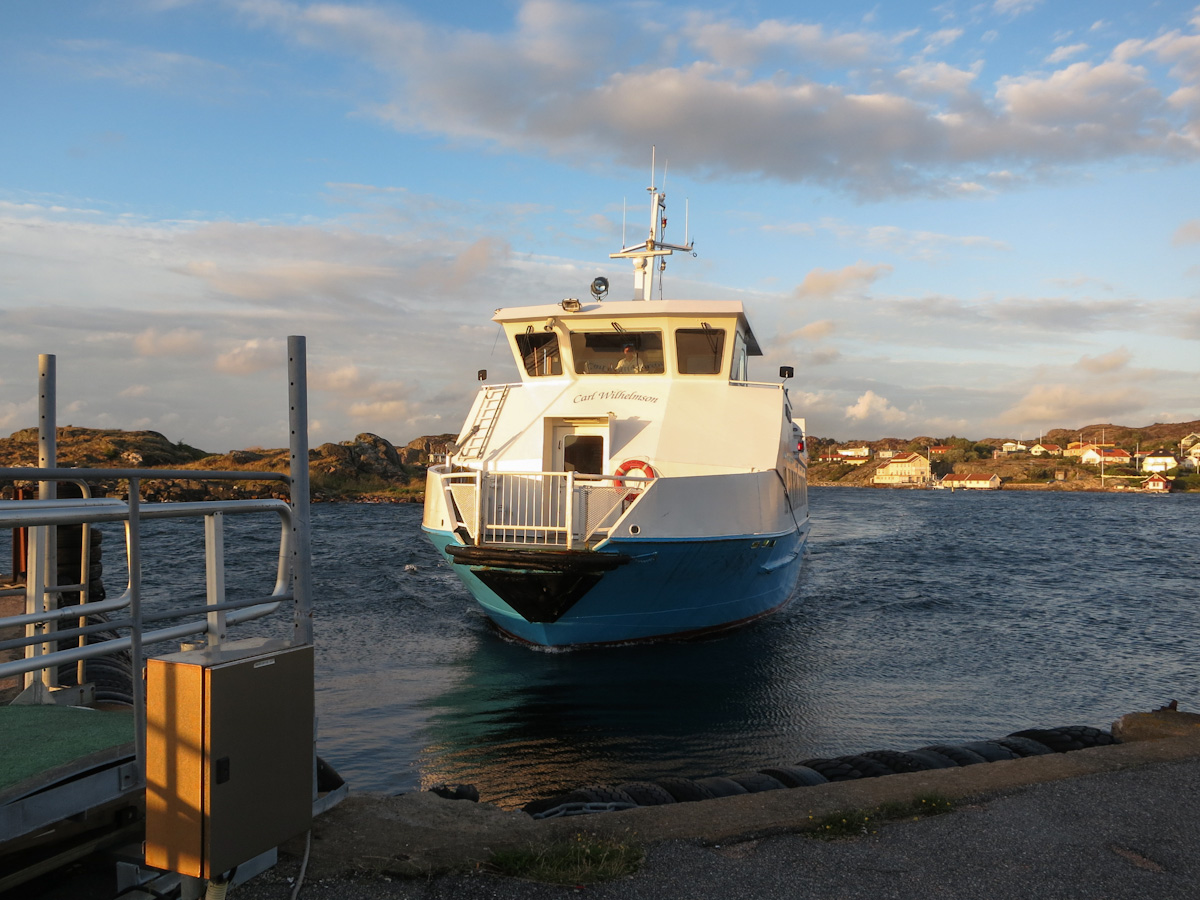
Carl Wilhelmson i Fiskebäckskil
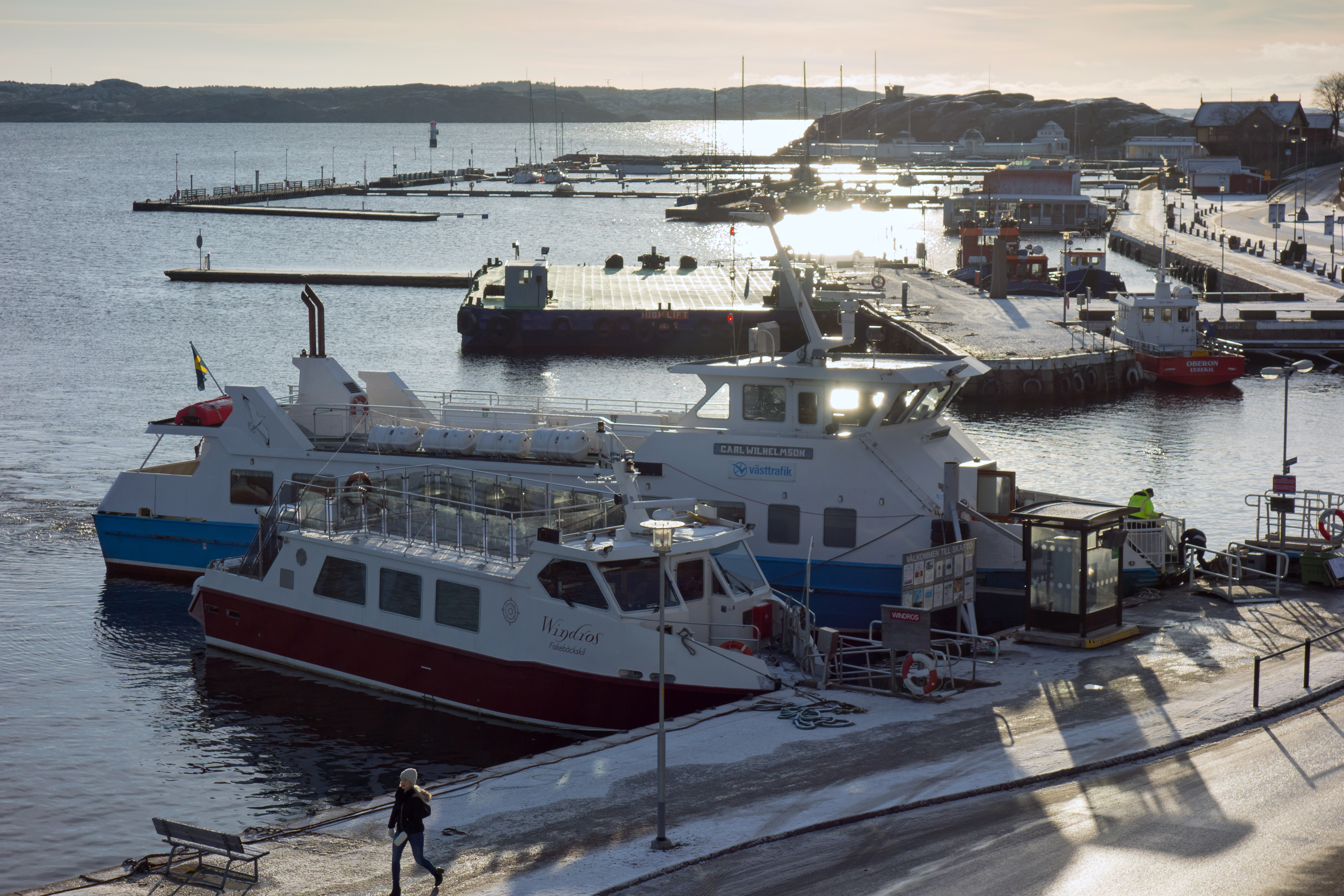
Windros och Carl Wilhelmson i Fiskebäckskil
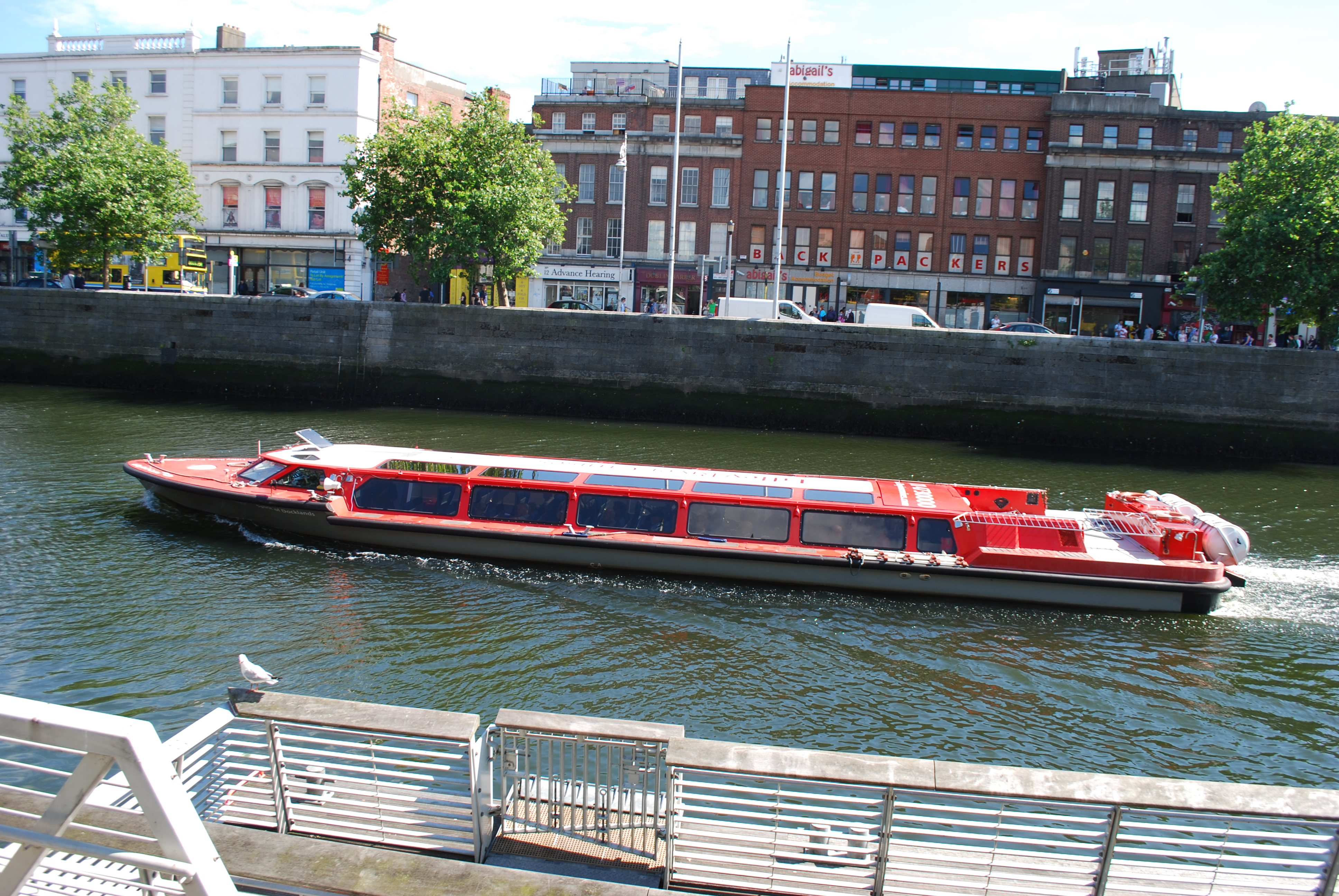
Spirit of Docklands i Dublin
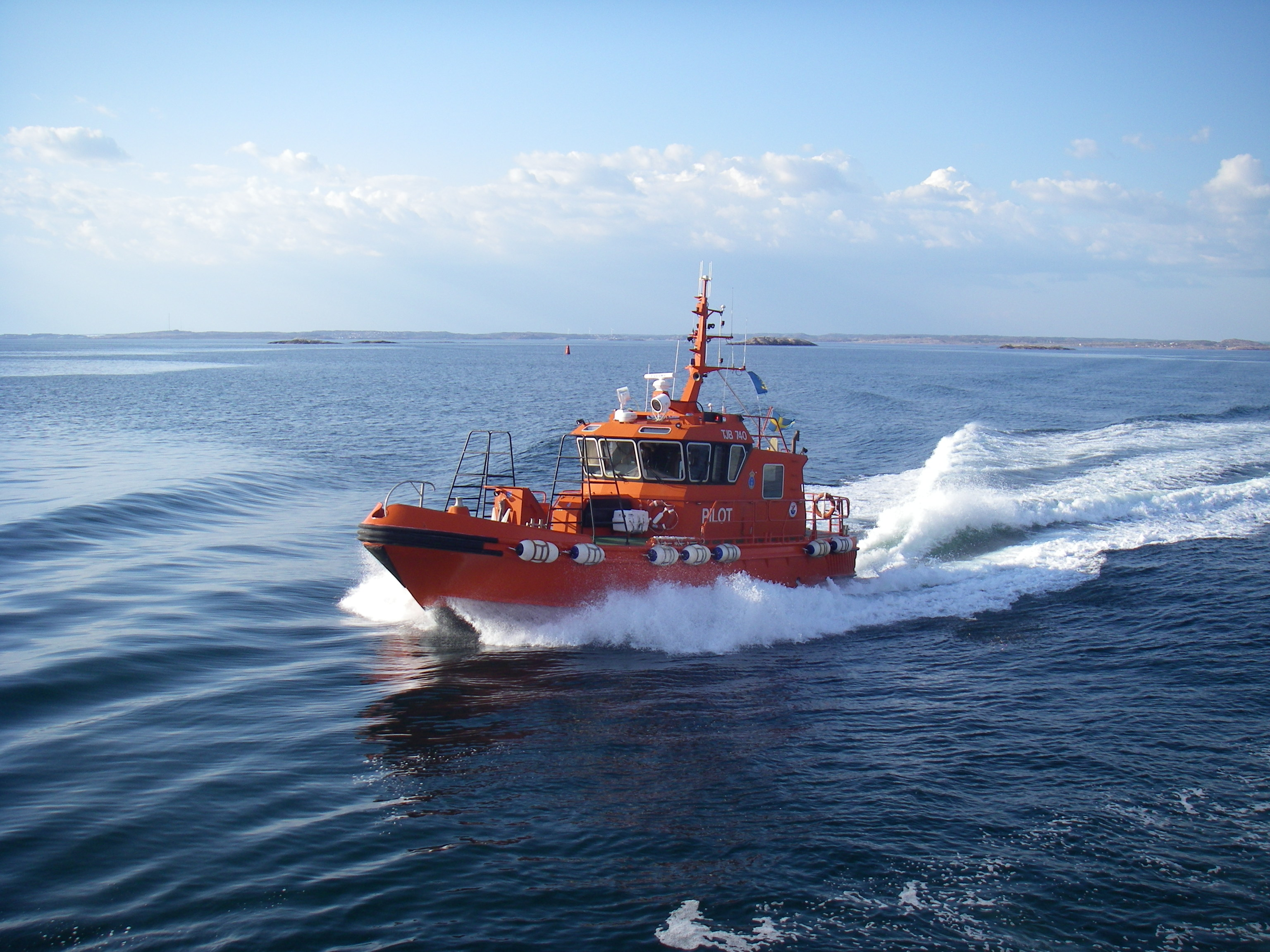
Pilot 740 SE på Brofjorden